# Drygantacanthus semirotunda
Drygantacanthus semirotunda — вид акантод, що існував ранньому девоні. Описаний на основі щелепних кісток та зубів, що знайдені на правому березі Дністра поблизу міста Заліщики, Україна.